# Ambassade de France en Norvège
L'ambassade de France en Norvège est la représentation diplomatique de la République française auprès du royaume de Norvège. Elle est située à Oslo, la capitale du pays, et son ambassadrice est, depuis 2022, Florence Robine.

## Ambassade
L'ambassade est située sur l'avenue Drammensveien à Oslo, dans le quartier des ambassades. Elle accueille aussi une section consulaire.

## Histoire

### La Résidence de France
Située au Drammensveien 80, la Résidence de France a été acquise en 1932. L’édifice, construit en 1912 pour Peter A. Petersen, consul et armateur, sur les plans de l’architecte Hans Backer Furst, appartenait à l’Association des Médecins de Norvège. Située en retrait dans un parc, la Résidence donne sur l’anse de Frognerkilen (en), à l’extrémité du fjord d’Oslo, et sur la presqu’île de Bygdøy. Une partie du mobilier provient du Palais de Santa Croce (en) à Rome déménagé par la France en 1905, lors de la rupture des relations diplomatiques avec le Saint-Siège.

## Ambassadeurs de France en Norvège
| De   | À    | Ambassadeur                        |
| ---- | ---- | ---------------------------------- |
| 1942 | 1945 | Jacques-Émile Paris                |
| 1945 | 1950 | Jules Blondel                      |
| 1950 | 1955 | Louis de Monicault                 |
| 1955 | 1957 | Albert Ledoux                      |
| 1957 | 1961 | Jean Binoche                       |
| 1961 | 1965 | Jacques Lecompte-Boinet            |
| 1965 | 1967 | Lucien Félix                       |
| 1967 | 1971 | Pierre de Vaucelles                |
| 1971 | 1975 | Tanguy de Courson de La Villeneuve |
| 1975 | 1978 | Philippe Koenig                    |
| 1978 | 1981 | Pierre Dessaux                     |
| 1981 | 1985 | Christiane Malitchenko             |
| 1985 | 1989 | Philippe Peltier (d)               |
| 1989 | 1992 | Christian Prettre (d)              |
| 1992 | 1995 | Philippe Guelluy (tr)              |
| 1995 | 2000 | Patrick Henault                    |
| 2000 | 2003 | Louis Amigues                      |
| 2003 | 2004 | Hubert Forquenot de La Fortelle    |
| 2004 | 2008 | Chantal Poiret (d)                 |
| 2008 | 2012 | Brigitte Collet (d)                |
| 2012 | 2016 | Jean-Marc Rives (d)                |
| 2016 | 2019 | Jean-François Dobelle (tr)         |
| 2019 | 2022 | Pierre-Mathieu Duhamel             |
| 2022 | auj. | Florence Robine                    |

## Relations diplomatiques
Sous souveraineté suédoise depuis 1814, la Norvège n'entretenait alors pas, à proprement parler, de relations diplomatiques avec la France. L'ambassade de France était d'ailleurs basée à Stockholm, la légation étant dite « de Suède et Norvège ». Cependant, jusqu'à l'indépendance de 1905, il exista un consulat, puis un consulat général de France à Christiania, ancien nom d'Oslo. Parmi les consuls en poste : Alexandre Dezos de la Roquette (de 1836 à 1839), Martial Mure de Pelanne (jusqu'en 1847), le baron Michaud, Albert Hepp, etc.
Précédemment à 1814, alors que la Norvège était une province du royaume du Danemark, la France entretenait un petit consulat à Bergen, avec parfois des agents consulaires à Christiansand ou Drontheim, tenu au cours du XVIIIe siècle par Butaud, de Chezaulx père et fils, Framery père et fils.
À partir de l'indépendance de la Norvège, la France transforma son consulat général en légation. Le premier Ministre de France fut Louis Delavaud (1860, Rochefort - 1924, Stockholm), qui resta jusqu'en 1911. Il fut remplacé par Marcel Charlot.

## Consulats
Outre la section consulaire de l'ambassade à Oslo, un réseau de consuls honoraires basés à :
- Bergen
- Kirkenes
- Narvik
- Stavanger
- Tromsø
- Trondheim
- Ålesund

### Communauté française
Au 31 décembre 2016, 5 191 Français sont inscrits sur les registres consulaires en Norvège, résidant pour 70 % d'entre eux à Oslo, 16 % à Stavanger et 7 % à Bergen.
| 2001  | 2002  | 2003  | 2004  |
| ----- | ----- | ----- | ----- |
| 2 413 | 2 792 | 3 227 | 3 476 |

| 2005  | 2006  | 2007  | 2008  |
| ----- | ----- | ----- | ----- |
| 3 697 | 3 933 | 4 273 | 4 602 |

| 2009  | 2010  | 2011  | 2012  |
| ----- | ----- | ----- | ----- |
| 4 734 | 4 760 | 5 034 | 5 097 |

| 2013  | 2014  | 2015  | 2016  |
| ----- | ----- | ----- | ----- |
| 5 111 | 4 854 | 4 682 | 5 191 |

### Circonscriptions électorales
Depuis la loi du 22 juillet 2013 réformant la représentation des Français établis hors de France avec la mise en place de conseils consulaires au sein des missions diplomatiques, les ressortissants français d'une circonscription recouvrant l'Islande et la Norvège élisent pour six ans trois conseillers consulaires. Ces derniers ont trois rôles :
1. ils sont des élus de proximité pour les Français de l'étranger ;
2. ils appartiennent à l'une des quinze circonscriptions qui élisent en leur sein les membres de l'Assemblée des Français de l'étranger ;
3. ils intègrent le collège électoral qui élit les sénateurs représentant les Français établis hors de France.

Pour l'élection à l'Assemblée des Français de l'étranger, la Norvège appartenait jusqu'en 2014 à la circonscription électorale de Stockholm, comprenant aussi le Danemark, l'Estonie, la Finlande, l'Islande, la Lettonie, la Lituanie et la Suède, et désignant deux sièges. La Norvège appartient désormais à la circonscription électorale « Europe du Nord » dont le chef-lieu est Londres et qui désigne huit de ses 28 conseillers consulaires pour siéger parmi les 90 membres de l'Assemblée des Français de l'étranger.
Pour l'élection des députés des Français de l’étranger, la Norvège dépend de la 3e circonscription.